# Count Dracula
Count Dracula (comercialitzada en alemany: Nachts, wenn Dracula erwacht; italià: Il Conte Dracula; francès: Les Nuits de Dracula) és una pel·lícula de terror dirigida per Jesús Franco Manera el 1970. Interpretada en els seus papers principals per Christopher Lee, Herbert Lom, Klaus Kinski i Soledad Miranda és considerada una versió fílmica que adapta de manera més fidedigna. la novel·la Dràcula de Bram Stoker.

## Sinopsi
L'advocat anglès Jonathan Harker viatja a les terres del Comte Dràcula a tancar un important tracte comercial. Després d'arribar a l'estatge del noble, descobreix que es troba envoltat de vampirs. Fugint amb prou feines, acaba en el sanatori del professor Van Helsing, un eminent expert en l'ocult. Allí arribaran també Mina, promesa de Jonathan i la seva amiga Lucy, que es veuran amenaçades per la sinistra ombra del vampir.

## Repartiment
| Actor/Actriu    | Personatge           |
| --------------- | -------------------- |
| Christopher Lee | Comte Dràcula        |
| Herbert Lom     | Profesor Van Helsing |
| Klaus Kinski    | Renfield             |
| Soledad Miranda | Lucy Westenra        |
| Maria Rohm      | Mina Harker          |
| Fred Williams   | Jonathan Harker      |
| Paul Müller     | Dr. Seward           |
| Jack Taylor     | Quincey Morris       |

## Producció

### Rodatge

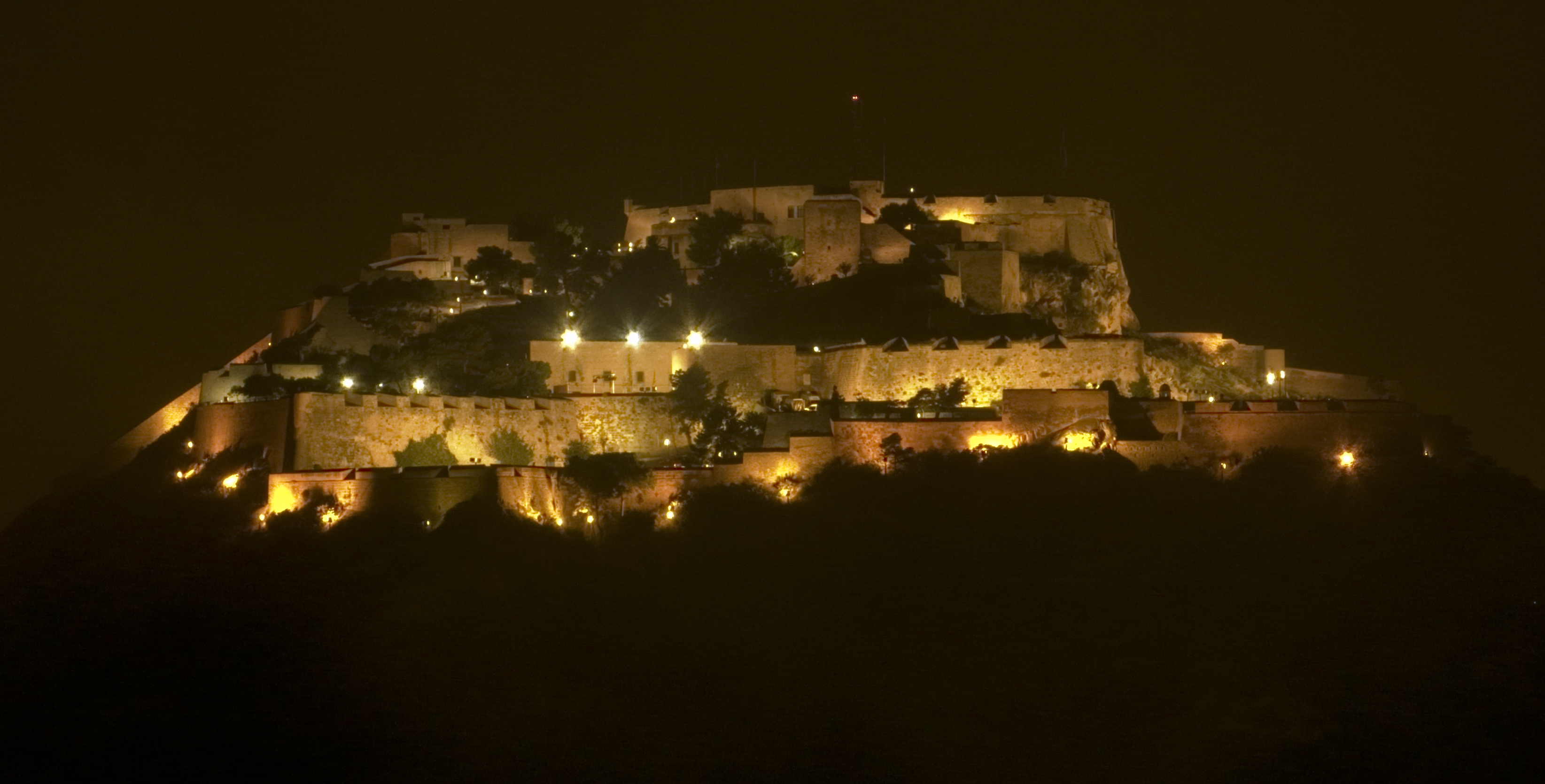
Vista exterior del castell de Santa Bàrbara, una de les localitzacions utilitzades per al rodatge de la pel·lícula

Durant el començament del rodatge en 1969 una de les localitzacions que van triar per a filmar van ser els estudis Balcázar, clausurats en 1973, situats a Esplugues de Llobregat. L'equip de producció planejava utilitzar els estudis cinematogràfics Barrandov Studios, situats a Praga, però per problemes de pressupost va caldre rebutjar la idea. Les escenes del sanatori del professor Van Helsing van ser rodades en els estudis Tirrenia situats a Pisa, Itàlia. Alguns exteriors de segona unitat van ser filmats a França. Els exteriors del castell de Santa Bàrbara, situat al centre de la ciutat d'Alacant, van ser utilitzats com a escenari per a la pel·lícula, però el director els va refusar el 1972 en el rodatge de la pel·lícula Dracula vs. Frankenstein.

### Pel·lícul·la documentalCuadecuc, vampir

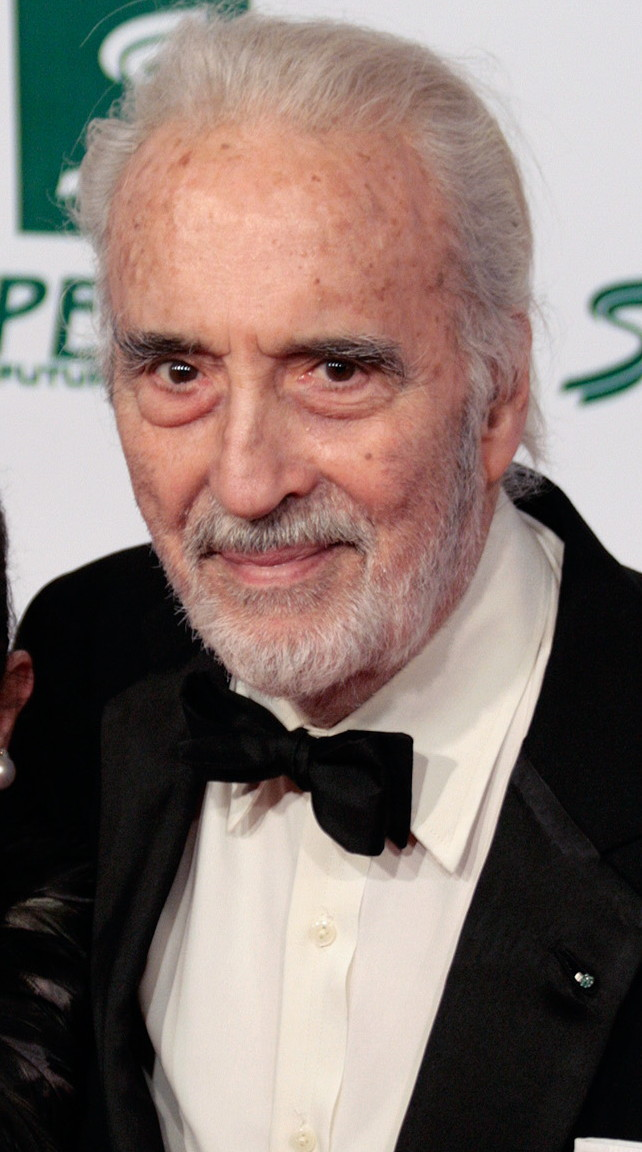
L'actor Christopher Lee

El director de cinema Pere Portabella va prendre plans del rodatge de la pel·lícula de Jesús Franco amb la intenció de rodar una espècie de making-of inspirat per les preses originals de la pel·lícula. El metratge, conegut com a Cuadecuc, vampir, comparteix escenaris i personatges amb la pel·lícula de Jesús Franco a excepció del so, que va ser editat per Carles Santos. Va ser una pel·lícula prohibida pel règim franquista i en 2008 va ser recuperada per la distribuïdora Sherlock Films.

### Elecció del repartiment

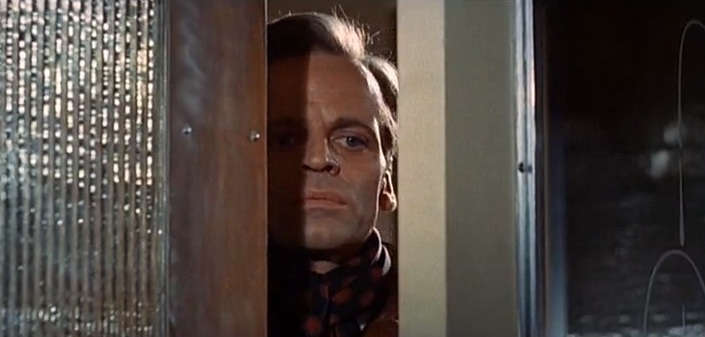
L'actor Klaus Kinski

Encara que la pel·lícula Count Dracula té a Christopher Lee en el paper del protagonista, no és una producció de la Hammer sinó que va ser produïda per Harry Alan Towers (1920 - 2009), espòs de l'actriu austríaca Maria Rohm (n. 1945), que interpreta a Mina Harker. L'actor anglès va acceptar participar en la producció després de constatar que el guió presentava diferències respecte a altres versions cinematogràfiques prèvies, cosa que havia criticat en anteriors ocasions en què havia interpretat el paper. Per exemple és la primera adaptació en què Dràcula rejoveneix en beure sang humana conforme avança la història.
Soledad Miranda, que en la pel·lícula interpreta a la jove Lucy, víctima de Dràcula, havia treballat deu anys abans del rodatge en un paper menor en una pel·lícula de Jesús Franco. A partir de Count Dracula el director madrileny tornaria a comptar amb ella en diversos títols seus, entre els quals destaca la cinta de culte Vampyros Lesbos (1971), nova revisió al mite eròtic del vampir en la qual Miranda interpreta a la comtessa Nadine Carody, alter ego femení de Dràcula. Aquesta cinta va ser una de les primeres a explorar la sexualitat lèsbica dels vampirs, i va encimbellar a l'actriu sevillana a la fama internacional, si bé aquesta va ser efímera a causa de l'accident de trànsit que va sofrir en 1970, i en el qual va perdre tràgicament la vida.
Klaus Kinski, que assumeix aquí el paper de Renfield, interpretaria el del propi Drácula nou anys més tard en la pel·lícula de Werner Herzog Nosferatu: Phantom der Nacht (1979), un remake-homenatge a la pel·lícula Nosferatu (1922) de F. W. Murnau.

### Diferències entre la novel·la i la pel·lícula
Encara que aquesta versió es va vendre en el seu moment com la més fidel adaptació al text de Stoker existeixen marcades diferències:
- En la novel·la, Dràcula viatja a Londres des de Transsilvània. En la pel·lícula, la història se situa a Budapest, íntegrament al sanatori de Van Helsing
- El doctor Seward no és el director del sanatori en aquesta versió ni tampoc un dels pretendents de Lucy Westenra.
- Renfield és mut en aquesta versió i un personatge molt més calmat que en l'original.
- Els rols de Quincey Morris i Arthur Holmwood es combinen, i Quincey no mor al final de la història.
- En la pel·lícula, Van Helsing sofreix un suposat atac psíquic de Dràcula i queda temporalment obligat a usar cadira de rodes. Res d'això succeeix en la novel·la original.
- Dràcula ataca a Mina a l'òpera, però en la novel·la comença a vampiritzar-la mentre dorm.
- En la novel·la tant Van Helsing com Mina acompanyen a Harker i a Morris a Transsilvània a destruir Dràcula, però en la pel·lícula romanen al sanatori.
- Les tres dones vampir, destruïdes per Van Helsing en l'original, aquí són destruïdes per Quincey i Harker.
- En la novel·la, Dràcula és destruït per Quincey i Harker travessant el seu cor amb un ganivet i degollat. En la versió de Jesús Franco, tots dos homes calen foc al taüt del vampir.